# Ferfrans
Ferfrans Specialties — американская компания по производству стрелкового оружия и боеприпасов, базирующаяся на Филиппинах, в провинции Себу. Поставляет оружие Армии США, Филиппинской полиции и Вооруженным Силам Филиппин.
Компанию основали братья Фердинанд и Фрэнсис Си (Sy). На данный момент производится множество типов огнестрельного оружия, в том числе штурмовые автоматы и пистолеты-пулемёты.